# Anabarhynchus maori
Anabarhynchus maori är en tvåvingeart som beskrevs av Frederick Wollaston Hutton 1901. Anabarhynchus maori ingår i släktet Anabarhynchus och familjen stilettflugor. Inga underarter finns listade i Catalogue of Life.